# Портрет Ивана Онуфриевича Сухозанета
«Портрет Ивана Онуфриевича Сухозанета» — картина Джорджа Доу и его мастерской из Военной галереи Зимнего дворца.
Картина представляет собой погрудный портрет генерал-майора Ивана Онуфриевича Сухозанета из состава Военной галереи Зимнего дворца.
Во время Отечественной войны 1812 года капитан Сухозанет числился в гвардейской артиллерии и был адъютантом генерал-майора Л. М. Яшвиля, отличился в Первом сражении при Полоцке, за бой под Чашниками был произведён в полковники. С начала Заграничных походов 1813 и 1814 годов командовал 1-й артиллерийской бригадой, за отличие в сражении при Бауцене получил чин генерал-майора и далее он отличился в Кульмском бою и в Битве народов под Лейпцигом, завершил своё участие в войнах против Наполеона, находясь при взятии Парижа.
Изображён в генеральском мундире гвардейской конной артиллерии, введённом в 1817 году; через плечо переброшена лядуночная перевязь. Слева на груди звезда ордена Св. Анны 1-й степени; на шее крест прусского ордена Красного орла 2-й степени; по борту мундира крест прусского ордена Пур ле мерит; на груди крест ордена Св. Георгия 4-го класса, серебряная медаль «В память Отечественной войны 1812 года» на Андреевской ленте, крест австрийского Военного ордена Марии Терезии 3-й степени, золотой крест «За победу при Прейсиш-Эйлау» и бронзовая дворянская медаль «В память Отечественной войны 1812 года» на Владимирской ленте. Подпись на раме: И. А. Сухозанетъ 1й, Генералъ Маiоръ. Художник ошибочно не изобразил шейный крест ордена Св. Владимира 3-й степени, который Сухозанету был пожалован в 1812 году.
7 августа 1820 года Комитетом Главного штаба по аттестации Сухозанет был включён в список «генералов, которых служба не принадлежит до рассмотрения Комитета», однако решение о написании его портрета было принято. Гонорар Доу был выплачен 20 апреля 1821 года. Закончен портрет был не позже октября 1822 года, поскольку в Лондоне фирмой Messrs Colnaghi по заказу петербургского книготорговца С. Флорана с него была сделана гравюра Г. Доу с указанием даты январь 1823 года (следует учесть, что исходная работа для создания гравюры доставлялась в Лондон морем, а навигация в Санкт-Петербурге обычно прекращалась в октябре и начиналась в апреле). Отпечаток этой гравюры также имеется в собрании Эрмитажа (бумага, меццо-тинто, 65,8 × 47,3 см, инвентарный № ЭРГ-490). Готовый портрет был принят в Эрмитаж 7 сентября 1825 года.